# Enzen (Stadthagen)
Enzen ist ein Ortsteil der Stadt Stadthagen im niedersächsischen Landkreis Schaumburg.

## Lage
Der Ort liegt westlich des Kernortes Stadthagen an der Landesstraße L 446. Am östlichen Ortsrand fließt der Kalte Bach, westlich des Ortes fließt die Gehle, ein rechter Nebenfluss der Weser.

## Geschichte

### Eingemeindung
Am 1. März 1974 wurde Enzen gemeinsam mit weiteren Umlandgemeinden in die Kreisstadt Stadthagen eingegliedert.

### Einwohnerentwicklung
Am 31. März 2023 hatte Enzen 996 Einwohner.

## Sehenswürdigkeiten
siehe Liste der Baudenkmale in Stadthagen#Enzen

## Vereine
- TuS Schwarz-Weiß Enzen von 1930 mit den Sparten Fußball, Radsport, Wandern und Nordic Walking[3]
- Männerchor Liederkranz Enzen-Hobbensen
- WEITOPEN! Christliches Zentrum e. V. für Gebet, Prophetie und Veränderung
- Freiwillige Feuerwehr Enzen
- JSG Niedernwöhren / Enzen

## Söhne und Töchter des Ortes
- Alexander Wilhelm Heinrich August von Oheimb (1820–1903), Regierungsbeamter und Abgeordneter
- Ferdinand Friedrich Wilhelm Alexander von Oheimb (1817–1905), Politiker und Beamter